# Rivière Tobégote
La rivière Tobégote est un cours d'eau douce traversant la municipalité de Sainte-Irène et la ville d'Amqui, dans la municipalité régionale de comté (MRC) de La Matapédia, dans la région administrative du Bas-Saint-Laurent, dans l'est du Québec, au Canada.

## Géographie
La rivière Tobégote coule généralement vers le sud-est, puis vers le nord-est, surtout en zone forestière et agricole dans sa partie inférieure. Cette rivière de la vallée de la Matapédia se déverse à Amqui, sur la rive sud-ouest du lac Matapédia. Ce lac se déverse dans la rivière Matapédia laquelle coule vers le sud jusqu'à la rive nord de la rivière Ristigouche ; cette dernière coule vers l'est, jusqu'à la rive ouest de la baie des Chaleurs laquelle s'ouvre vers l'est dans le golfe du Saint-Laurent.
La rivière Tobégote prend sa source dans les monts Notre-Dame d'un ruisseau situé dans la municipalité de Sainte-Irène. 
À partir de sa source, le cours de la rivière Tobégote coule sur environ 10 km selon les segments suivants :
- vers le sud jusqu'au 4e-et-5e Rang
- vers l'est jusqu'à la limite de la ville d'Amqui puis jusqu'au rang Couturval ;
- vers le nord-est jusqu'à la route 132 Ouest puis jusqu'à son embouchure sur la rive sud-ouest du lac Matapédia ;

## Toponymie
Le toponyme « rivière Tobégote » a été officialisé le 5 décembre 1968 à la Commission de toponymie du Québec.